# Cristina García Rodero
Cristina García Rodero (Puertollano, 14 ottobre 1949) è una fotografa e fotoreporter spagnola, componente delle agenzie fotografiche Magnum Photos e Agence Vu.

## Carriera
Cristina García Rodero è nata Puertollano, in Spagna, nel 1949; ha studiato pittura presso l'Università Complutense di Madrid e ha lavorato come insegnante.
Fotografa della persistenza delle tradizioni rurali in tempi moderni, come i riti religiosi e le feste in Spagna, è tra i fotografi di documentari più noti in Spagna.
È entrata a fare parte del Magnum Photos nel 2005 ed è diventata una sua componente a pieno titolo nel 2009.

## Pubblicazioni
- España oculta.
  - (ES)  España oculta. Barcelona: Lunwerg, 1989, 1998. ISBN 84-7782-779-6.
  - (DE)  España oculta. Monaco di Baviera: Bucher, 1990. ISBN 3765806552.
  - (FR)  Espagne occulte. Paris: Contrejour, 1990. ISBN 2859490957.
- España: Fiestas y ritos. Testo di J.M. Caballero Bonald.
  - (ES) España: Fiestas y ritos. Barcellona: Lunwerg, 1992. ISBN 847782228X.
  - (DE) Spanien. Feste und Riten. Schaffhausen: Stemmle, 1992. ISBN 3723104436.
  - Spagna in Fiesta. Milan: Jaca, 1994. ISBN 9788816601536. (IT) 
  - (EN) Festivals and rituals of Spain. New York: Abrams, 1994. ISBN 9780810938397. Tradotto da Wayne Finke.
  - (FR) Espagne: Fêtes et traditions. Barcellona: Lunwerg, 1994. ISBN 8477823006.
- (ES) Imágenes de una danza: Camuñas, "Pecados y Danzantes". Toledo: Diputación Provincial de Toledo, 1994. ISBN 8487100295.
- (JA) Himerareta Supein-ten (秘められたスペイン展?) = España oculta. Mitaka, Tokyo: Mitaka City Gallery of Art, 1994.
- (EN) España Oculta: Public Celebrations in Spain, 1974-1989. Washington, D.C.: Smithsonian Institution Press, 1995. ISBN 9781560985303. Prefazione di Julio Caro Baroja e introduzione di Mary M. Crain.
- (ES)  La realidad múltiple. Logroño: Ochoa, 1995. ISBN 8473594347.
- (ES)  Fiestas de primavera en pueblos y aldeas de España. Madrid: Prensa Española General de Revistas, 1998. OCLC 634387795. With César Justel.
- (GL)  Grabarka, o monte das 600 cruces: Unha peregrinación ortodoxa en Polonia. Santiago de Compostela: Xunta de Galicia, 2000. ISBN 84-453-2846-8.
- (ES) Lo Festivo y lo Sagrado. Madrid: Consejería de Cultura de la Comunidad de Madrid, 2001. OCLC 124031314
- Rituales en Haití. Madrid: Ministerio de Educación y Cultura, Dirección General de Bellas Artes y Bienes Culturales, 2001. ISBN 8495183587, ISBN 843693458X. Con Laënnec Hurbon.
- (ES)  Grabarka, el monte de las 6000 cruces: Una peregrinación ortodoxa en Polonia. Granada: Diputación de Granada, 2002. OCLC 433149648.
- (DE)  Cristina García Rodero. Rituale; Fotografien. Munich: Deutsche Gesellschaft für christliche Kunst, 2004. ISBN 3932322142.
- Cristina García Rodero: Historia de una Pasión.
  - (ES)  Cristina García Rodero: Historia de una Pasión. Madrid: La Fábrica, 2004. ISBN 978-84-95471-92-5.
  - (EN) (ES)  Cristina García Rodero. Madrid: La Fábrica, 2008. ISBN 9788492841004. Second edition. Includes Historia de una pasión di Julio Llamazares.
- (EN) (ES) (GL)  A peregrinación a Santiago en Haití. Santiago de Compostela: Xunta de Galicia, 2004. ISBN 84-453-3832-3.
- (DE) (ES) Paso doble - Cristina García Rodero und Giorgio von Arb: Fotografien zur Volkskultur in Spanien und in der Schweiz. Uster: Edition Villa am Aabach, 2005. ISBN 3952263370. Con Giorgio von Arb.
- (ES) (EN)  Cristina García Rodero: María Lionza, la diosa de los ojos de agua. Madrid: Ayuntamiento, 2008. ISBN 8445131362.
- (ES)  España oculta: Colección de arte contemporáneo Fundación "La Caixa". Barcelona: Obra Social, Fundación "La Caixa", 2010. ISBN 9788499000381.
- (ES)  A 1,20 metros: Los derechos de la infancia vistos desde su altura. Madrid: Consejo General de la Abogacía Española, 2010. ISBN 9788461409242. Contributori vari.
- (EN) (ES) (GL)  Transtempo. Madrid: La Fábrica; Santiago de Compostela: Xunta de Galicia, Consellería de Cultura e Turismo, 2011. ISBN 9788492841837, ISBN 9788445349564.
- (EN) (ES)  Cristina García Rodero: Combatiendo la nada. Alcobendas: Ayuntamiento de Alcobendas, 2012. ISBN 9788493843151.
- (ES)  Los siete pecados capitales. Palabra e imagen. Madrid: La Fábrica, 2014. ISBN 9788415691419. Con Gustavo Martín Garzo e Elisa Martin Ortega.

## Premi e riconoscimenti
- 1989: Book Award, Rencontres d'Arles, per España Oculta[4].
- 1989: W. Eugene Smith Grant per il suo lavoro che documenta i festival e i rituali culturalmente importanti nelle comunità rurali dell'Europa meridionale che stanno per scomparire.[5].
- 1996: Premio Nacional de Fotografía, Spagna[6].
- 1998: Honorary Fellowship del Royal Photographic Society.
- 2009: Premio Werner Bischof - Flauto d'argento.

## Mostre
- 1994: The Photographers' Gallery, Londra[7].
- 2001: Biennale di Venezia[8].
- 2016: Photobiennale, Mosca[9][10].
- 2017 - 2018: Palermo, Con la boca abierta, Instituto Cervantes, dal 16/11/2017 al 26/01/2018[11]